# كثيرات الأهداب
كثيرات الأهداب Nereidae هي عائلة من الديدان متعددة الأشواك. يحتوي على حوالي 500 نوع – معظمها بحري – مجمعة في 42 جنسًا. قد يطلق عليها عادة ديدان الخنزير .

## صفاتها

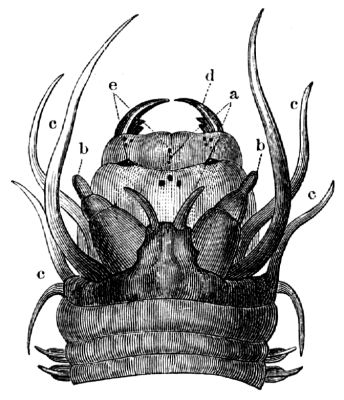
رأس دودة كثيرة الأهداب

نوع بروستوميوم من كثيرات الأهداب يحمل زوجًا من الملامس التي يتم تفريقها إلى وحدتين ، الوحدة القريبة أكبر بكثير من الوحدة البعيدة. ونوع بارابوديا هي في الغالب بيراموس (فقط الزوجين الأولين أحاديان). يندمج Peristomium مع الجزء الأول من الجسم ، وعادة ما يكون مع زوجين من المجسات. الجزء الأول من الجسم له 1-2 أزواج من اللامسة بدون الأوتار . توجد مجموعة مركّبةsetae لا تزال حية . نوع Notopodia بأنها انقرضت (نادرًا ما يتم مشاهدتها) ، وعادة ما تحتوي على المزيد من الفصوص المسطحة و / أو المنجلات المركبة و / أو المغازل . لديهم اثنين من هوائيات البروستومال . من الواضح أن بلعومهم يتكون من جزأين ، مع زوج من الفكين القويتين في الجزء البعيد وعادة مع أسنان مخروطية في منطقة واحدة أو أكثر من كلا الجزأين. معظم الأجناس ليس لها خياشيم (وإذا كانت موجودة فإنها عادة تكون متفرعة وتنشأ في الأجزاء الوسطى الأمامية من الجسم). يتكون جسم اليرقة من أربعة أجزاء.

### مادة الفك
أسنان دودة الخنزير مصنوعة من مادة شديدة الصلابة وخفيفة الوزن. على عكس مينا العظام والأسنان فلا يكون فيها معدن الكالسيوم ، ولكنه يتكون من بروتين غني بالهيستيدين ، مع أيونات الزنك المرتبطة. يمكن أن يؤدي البحث في هذه المادة إلى تطبيقات في الهندسة.

## النظامية
تعتبر كثيرات الأهداب حاليًا من الأصناف أحادية اللون . أقرب جيرانهم في شجرة النشوء والتطور متعدد الأشواك هم Chrysopetalidae و Hesionidae .
تنقسم كثيرات الأهداب إلى 42 جنسًا ، لكن العلاقات بينهم ليست واضحة حتى الآن. تحتوي العائلة تقليديًا على ثلاث عائلات فرعية - Namanereidinae و Gymnonereinae و Nereidinae.

## علم البيئة
دودة الخنزير هي كائنات بحرية في الغالب قد تسبح أحيانًا في اتجاه مجرى النهر وحتى تتسلق إلى اليابسة (على سبيل المثال Lycastopsis catarractarum ). توجد عادة في جميع أعماق المياه ، وتتغذى على الأعشاب البحرية ، وتختبئ تحت الصخور أو تختبئ في الرمال أو الطين. تعتبر ديدان الخنزير من آكلات اللحوم والنبات بشكل رئيسي ولكن العديد منها آكلات اللحوم . تتكاثر النيريد Nereids مرة واحدة فقط قبل أن تموت ( شبه متكافئ ) ويتحول معظمها إلى شكل متميز للتكاثر .
تعد ديدان الخنزير Ragworms من مصادر غذائية مهمة لعدد من طيور الشاطئ 

## استخدام الإنسان

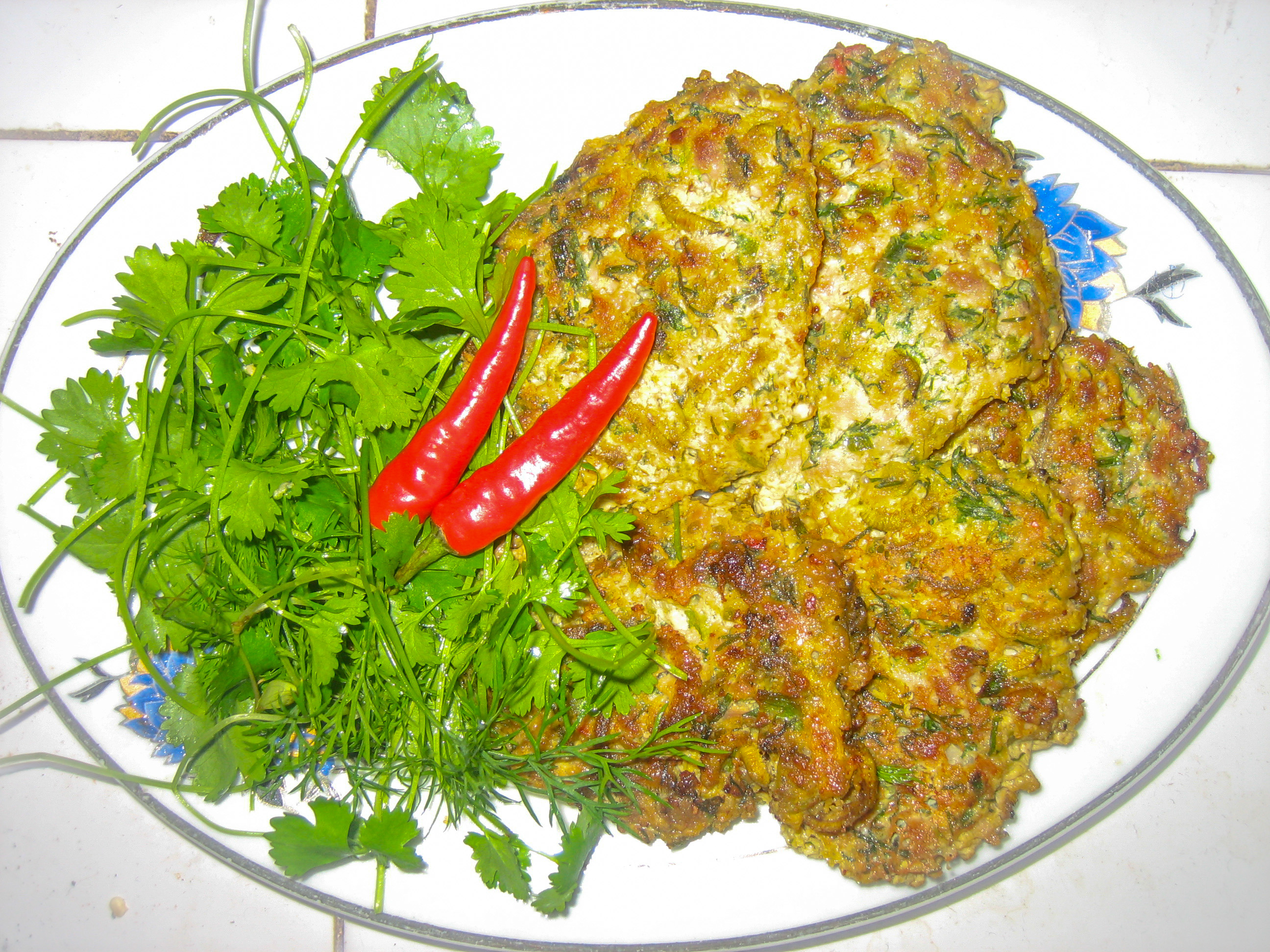
يعتبر Chả rươi (عجة مصنوعة من ديدان نوع Tylorrhynchus heterochaetus) طعامًا شهيًا في فيتنام.

يشيع استخدام ديدان الخنزير مثل Hediste variicolor كطعم في صيد البحر. إنها طُعم شهير لجميع أنواع wrasse وبولوك . كما أنها تستخدم كعلف للأسماك في تربية الأحياء المائية .
تعتبر ديدان الخنزير ، مثل Tylorrhynchus heterochaetus ، طعامًا شهيًا في فيتنام حيث يتم استخدامها في طبق تشا رووي .
في مناطق زراعة الأرز في الصين ، تسمى هذه الديدان 禾虫 تشونج . يتم حصادها من حقول الأرز وغالبًا ما يتم طهيها مع البيض.